# Kanton Mirande-Astarac
Mirande-Astarac is een kanton van het Franse departement Gers. Het kanton maakt deel uit van het arrondissement Mirande.

In 2019 telde het 12.396 inwoners.

Het kanton werd gevormd ingevolge het decreet van 26 februari 2014 met uitwerking op 22 maart 2015, met Mirande als hoofdplaats.

## Gemeenten
Het kanton omvat volgende 43  gemeenten, waaronder alle gemeenten van de opgeheven kantons Mirande en Miélan : 
- Aux-Aussat
- Barcugnan
- Bazugues
- Beccas
- Belloc-Saint-Clamens
- Berdoues
- Betplan
- Castex
- Clermont-Pouyguillès
- Duffort
- Estampes
- Haget
- Idrac-Respaillès
- Laas
- Labéjan
- Lagarde-Hachan
- Laguian-Mazous
- Lamazère
- Loubersan
- Malabat
- Manas-Bastanous
- Marseillan
- Miélan
- Miramont-d'Astarac
- Mirande
- Moncassin
- Montaut
- Mont-de-Marrast
- Montégut-Arros
- Ponsampère
- Sadeillan
- Saint-Élix-Theux
- Saint-Martin
- Saint-Maur
- Saint-Médard
- Saint-Michel
- Saint-Ost
- Sainte-Aurence-Cazaux
- Sainte-Dode
- Sarraguzan
- Sauviac
- Villecomtal-sur-Arros
- Viozan